# 山西西风芹
山西西风芹（学名：Seseli sandbergiae）是屬於伞形科西风芹属的植物，為中国的特有植物，主要分布在中国大陆的山西等地，常生长在山坡草地及路旁，目前尚未由人工引种栽培。